# Ângelo Travi Guerra
Ângelo Travi Guerra (Caxias do Sul, 20 de outubro de 1979) é um ex-jogador brasileiro de futsal, que atuava na posição de goleiro. Ele fez parte da Seleção Brasileira de Futsal que conquistou a medalha de bronze na Copa do Mundo de 2004.